# Cyphostemma hypoleucum
Cyphostemma hypoleucum är en vinväxtart som först beskrevs av William Henry Harvey, och fick sitt nu gällande namn av Descoings och Wild & R. B. Drumm.. Cyphostemma hypoleucum ingår i släktet Cyphostemma och familjen vinväxter. Inga underarter finns listade i Catalogue of Life.